# Daan (voornaam)
Daan is een voornaam in het Nederlands, die voornamelijk aan jongens wordt gegeven. Maar Daan wordt ook gebruikt als een vrouwelijke voornaam. 
De naam is afgeleid van don. Don, of Doña voor vrouwen, was in Spanje, Portugal (Don/Dona) en Italië tot in de 19e eeuw een aanspreektitel voor adellijke of aanzienlijke personen, bijvoorbeeld Don Diego de la Vega (Zorro), Don Quichot, Don Vito Corleone. Tegenwoordig[(sinds) wanneer?] wordt het op verschillende manieren gebruikt.
Daan was zowel in 2005 als in 2008 en 2009 en 2011 de meest gekozen voornaam voor jongens in Nederland. In 2006 stond de naam op de tweede plaats en in 2007 op de derde.
Daan is een echte Nederlandse naam. Buiten Nederland komt hij bijna niet voor. In veel Engelstalige landen wordt Daniël afgekort als Dan. Ook wordt de naam Dean daar vaak gebruikt. In België zien we de naam wel, maar daar valt hij buiten de top 50. De vrouwelijke variant Daantje komt ongeveer 1.000 keer voor. 

## Bekende naamdragers

### Voornaam
- Daan Admiraal (1949-2018), Nederlands dirigent
- Daan Brandenburg (1987), Nederlands schaker
- Daan van Dijk (1907-1986), Nederlands wielrenner
- Daan Ekkel (1965), Nederlands acteur en tv-programmamaker
- Daan Goulooze (1901-1965), Nederlands politicus  de CPN
- Daan de Groot (1933-1982), Nederlands wielrenner
- Daan Huiskamp (1985), Nederlands voetballer
- Daan Kagchelland (1914-1998), Nederlands zeiler
- Daan Modderman (1910-1991), Nederlands paardensporter en tv-persoonlijkheid
- Daan Monjé (1925-1986), Nederlands politicus voor de KEN en de SP
- Daan Remmerts de Vries (1962), Nederlands schrijver van jeugdboeken
- Daan Schuurmans (1972), Nederlands acteur
- Daan Schwagermann (1920-2023), Nederlands kunstenaar en schrijver
- Daan Stuyven (1969), Belgisch musicus
- Daan Tomas, personage in de Harry Potter-boeken
- Daan Wildschut (1913-1995), Nederlands kunstenaar
- Daan Zonderland (1909-1977) Nederlands schrijver

### Achternaam
- Gunnar Daan (1939-2016), Nederlands architect
- Jo Daan, (1910-2006), Nederlands taalkundige en dialectologe